# 国民议会 (保加利亚)
保加利亚共和国国民议会是保加利亚立法机构，为一院制。保加利亚国会成立于1879年。

## 组织
保加利亚国会共有240个议席，4年一届，按照比例代表制选举产生。每个政党得票率在4%及以上才能进入国会。保加利亚国会的职能包括颁布法律，预算通过，制订总统选举日程，总理及各部长的提名与免职，宣战，和谈，调动军队，国际条约与协定的批准。负责人为保加利亚国民议会主席。

## 大國民議會
大國民議會負責憲法相關的處理特殊的事務，例如：通過新憲法、修改憲法的某些條款、共和國領土的變化等。保加利亞王國時期大國民議會也有權選舉保加利亞王國的攝政王，王國的第一和第二任國王因為涉及朝代更替也經過大國民議會同意，大國民議會1879年設立並首度召開，保加利亞人民共和國成立後廢除，1990年保加利亚共产党政權垮台，同年7月12日召開第七屆大國民議會，並在隔年通過保加利亞現行憲法，並在憲法明定大國民議會制度。
按現行憲法，大國民議會有400席，以單一選區兩票制的并立制選出，比例代表和單一選區各200席，大國民議會僅在有需要的情況下召開，工作事項完成後便依法解散，新憲法實施後至今沒有再召開大國民議會。

## 外部連結
- Народно събрание на Република България/ National Assembly of the Republic of Bulgaria, official website
- Bulgaria The National Assembly（页面存档备份，存于）
- Historical photographs of the National Assembly（页面存档备份，存于）